# Piktogramm

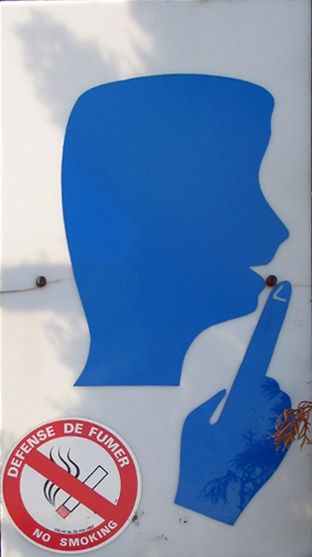
Rauch- und Sprechverbotszeichen auf einem Schild im französischen Wallfahrtsort Lourdes

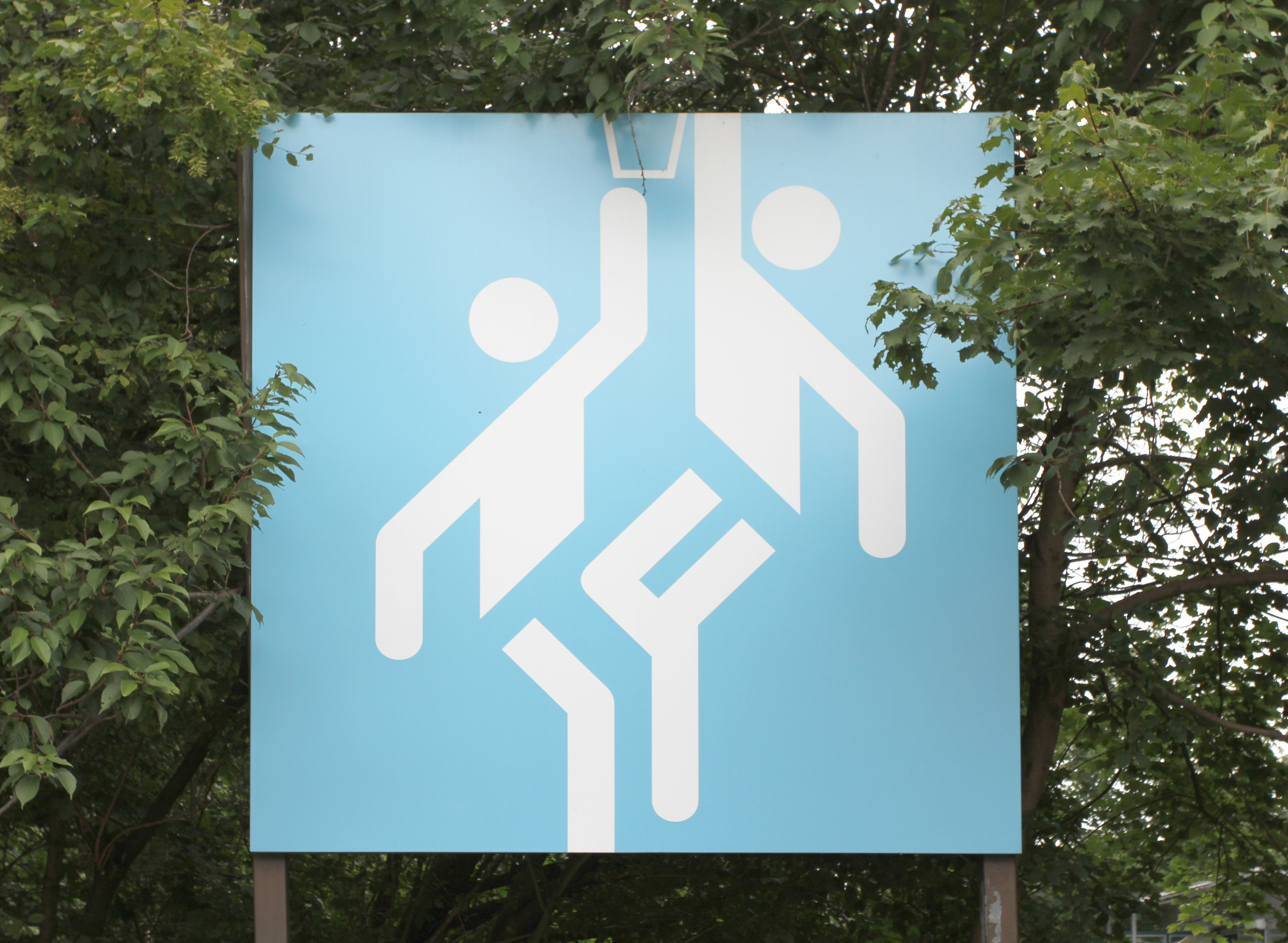
Basketball-Piktogramm der Olympischen Spiele 1972 von Grafiker Otl Aicher

Ein Piktogramm (von lateinisch pictum ‚gemalt‘, ‚Bild‘ und altgriechisch γράφειν gráphein, deutsch ‚schreiben‘) ist ein einzelnes Symbol, das eine Information durch vereinfachte grafische Darstellung vermittelt. Ein Piktogramm kann aus einer ikonischen Darstellung von Objekten, Szenen, abstrakten Symbolen, Zahlen oder Textelementen bestehen. Typischerweise ist ein Piktogramm in ein Piktogrammsystem eingebunden.

## Archaischer Vorläufer der Schrift und neue visuelle Kommunikationsform der Neuzeit
Piktogramme werden auch die Abbildungen von alten Bilderschriften (Piktographie) genannt. Sie sind die Vorläufer verschiedener Schriften, wie der Keilschrift, und haben sich später zu Logogrammen weiterentwickelt, so die Schriftzeichen der chinesischen Sprache (und die daraus entlehnten Kanji-Zeichen der japanischen Sprache) oder der hieroglyphischen Schrift, die eine Bilderzeichenschrift darstellt und die älteste geschriebene Form von antiker ägyptischer Sprache ist. In vielen der einfacheren Schriftzeichen lässt sich der bildliche Ursprung leicht erkennen.
| 門 | Tor |  | 木 | Baum |  | 火 | Feuer |  | 人 | Mensch |  | 川 | Fluss |  | 山 | Berg |

Mittlerweile wird der Begriff Piktogramm für die graphischen Hinweisschilder oder Warnhinweise auf Flughäfen und in anderen öffentlichen Gebäuden, im Straßenverkehr, und für die ikonischen graphischen Abbildungen in Gebrauchsanweisungen oder auf technischen Geräten benutzt.
Als Vater dieser neuen visuellen Kommunikationsform kann sicherlich Otto Neurath (1882–1945), ein österreichischer Sozialphilosoph und Ökonom, bezeichnet werden. Er entwickelte gemeinsam mit dem Grafiker Gerd Arntz 1936 Isotype (International System of Typographic Picture Education), ein Visualisierungssystem, mit dem komplexe Zusammenhänge auf einfache Weise durch Piktogramme international verständlich dargestellt werden sollen.

## Verwendung
Für die Olympischen Spiele 1964 in Tokio entwarf der japanische Grafiker Katsumi Masaru ein Bildzeichensystem zur Kennzeichnung von Sportarten.
Otl Aicher, der Gestaltungsbeauftragte der Olympischen Sommerspiele 1972 von München, reduzierte diese bis dahin noch sehr figurativen Piktogramme weiter. Außerdem entwickelte er für den Flughafen München-Riem ein komplexes Leitwegesystem mit dem Ziel, international verständlich zu sein. In Zusammenarbeit mit der Firma ERCO entstanden unzählige Piktogramme zur Bebilderung des täglichen Lebens.
Die Erfindung des Personalcomputers mit einer grafischen Benutzeroberfläche hat eine weitere Flut an Piktogrammen ausgelöst, die als Icons bezeichnet werden. Auch Emoticons wie der Smiley sind Piktogramme.
Piktogramme werden im Zeitalter der Globalisierung und Internationalisierung in standardisierter Form verwendet, um Informationen sprachunabhängig oder möglichst schnell (als Verkehrszeichen oder Sicherheitszeichen) zu vermitteln oder um als Gefahrensymbole oder Warnschilder vor Gefahren zu warnen.

Damentoilette
Fluchtweg
Radioaktivität
Giftig
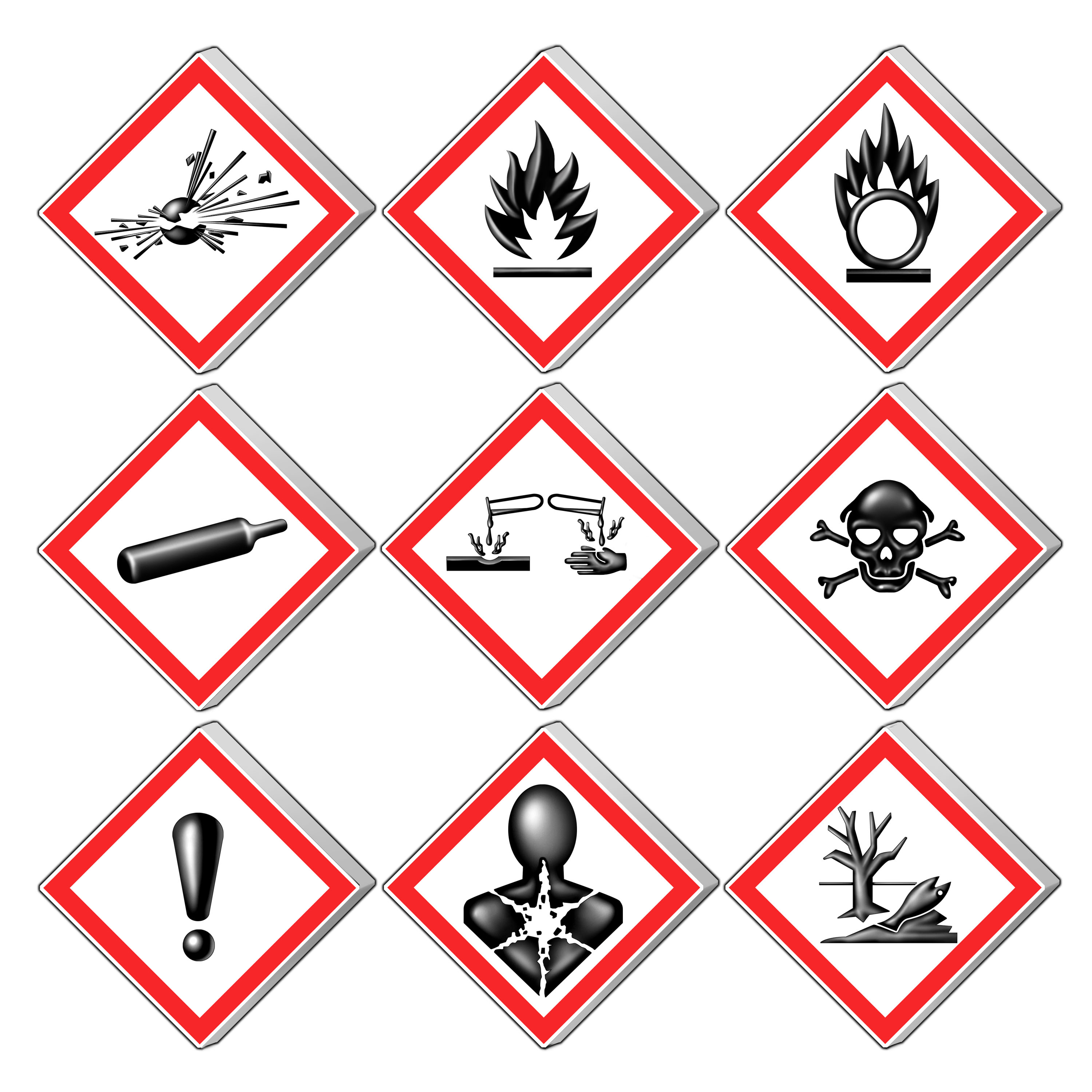
GHS-Piktogramme
Läufer
Biogefährdung
Notausgang
Behindertengerecht
Flughafen
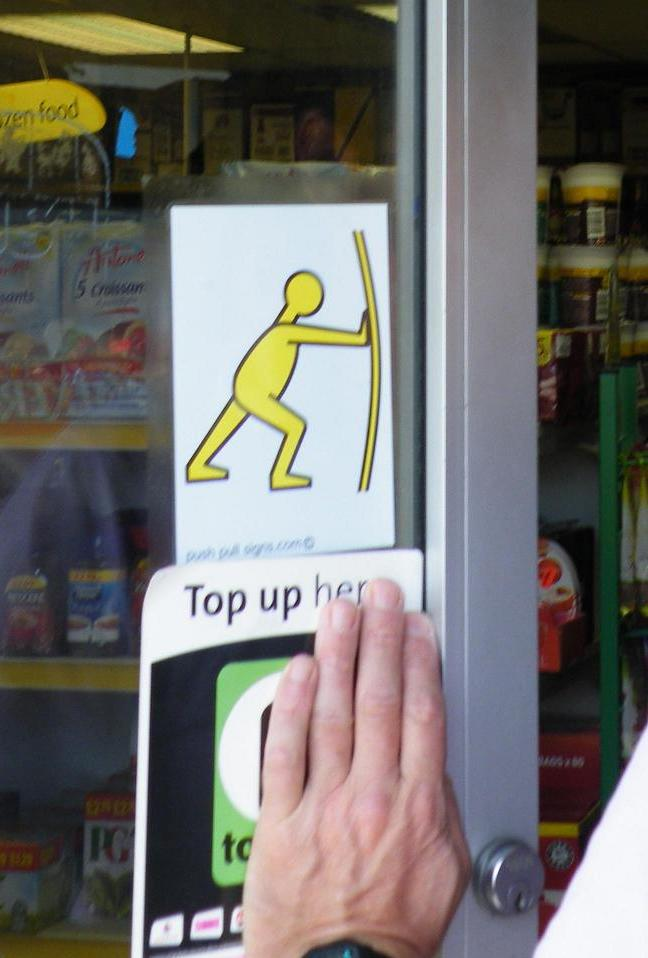
Drücken
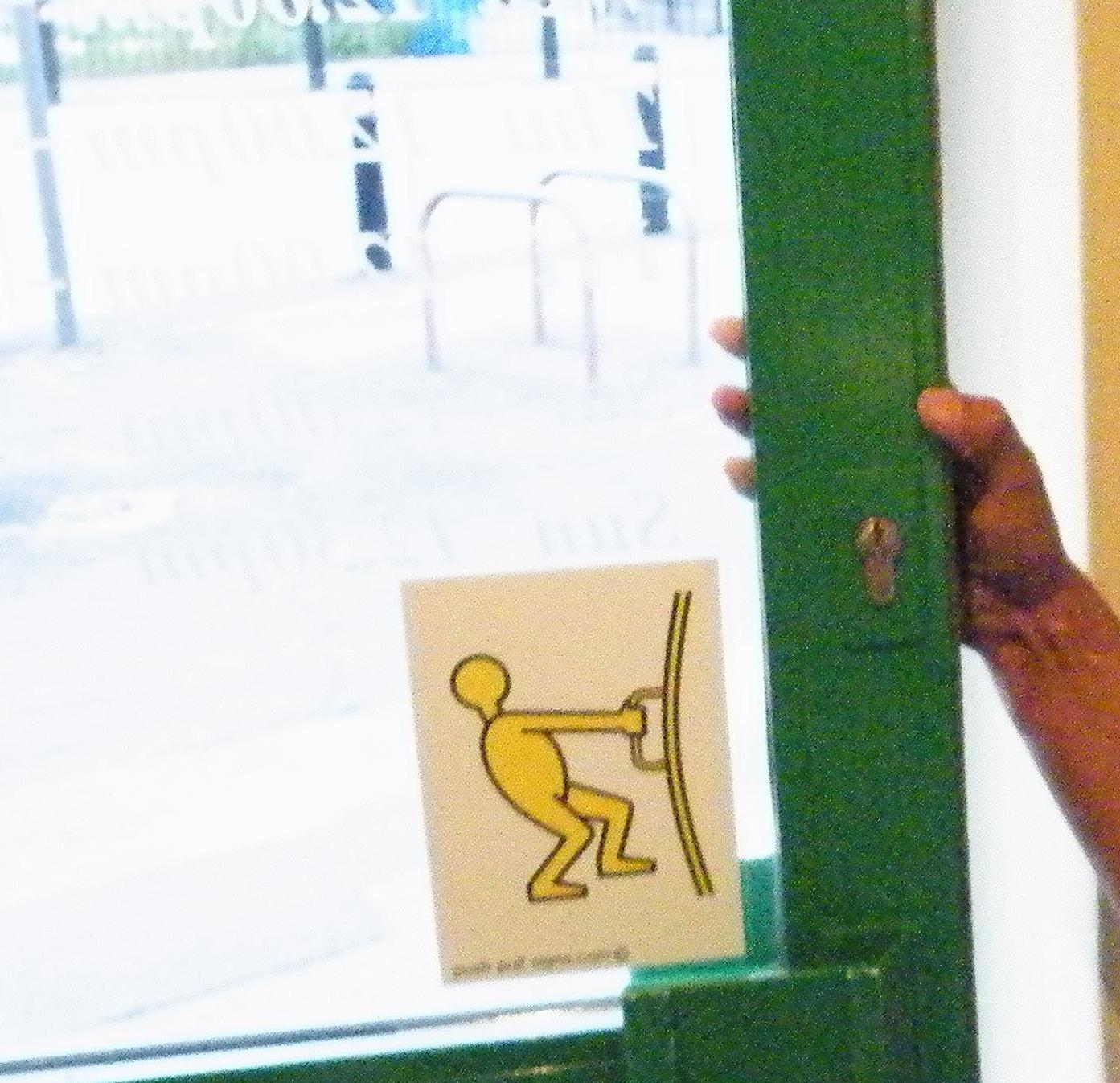
Ziehen
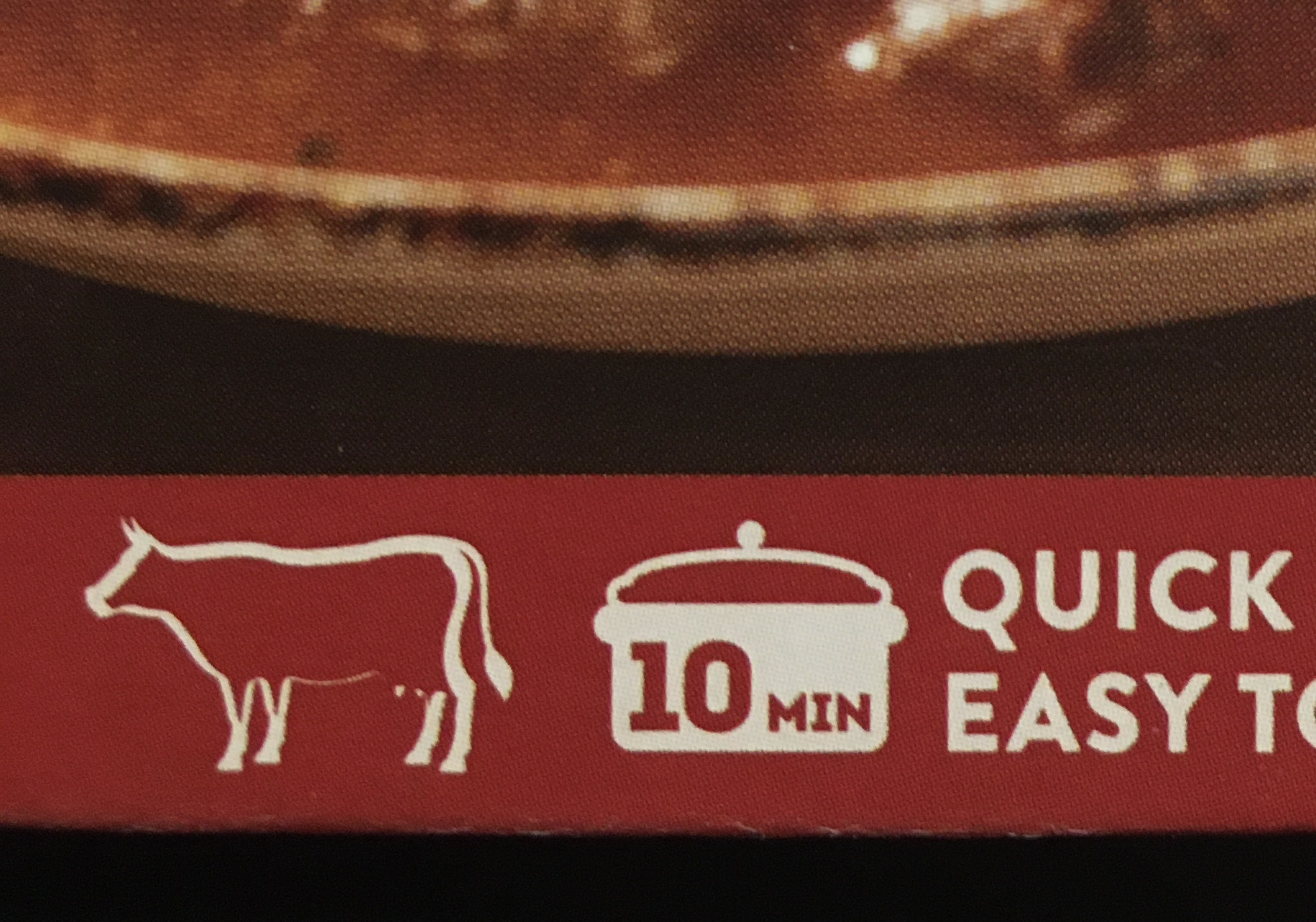
Rindfleisch
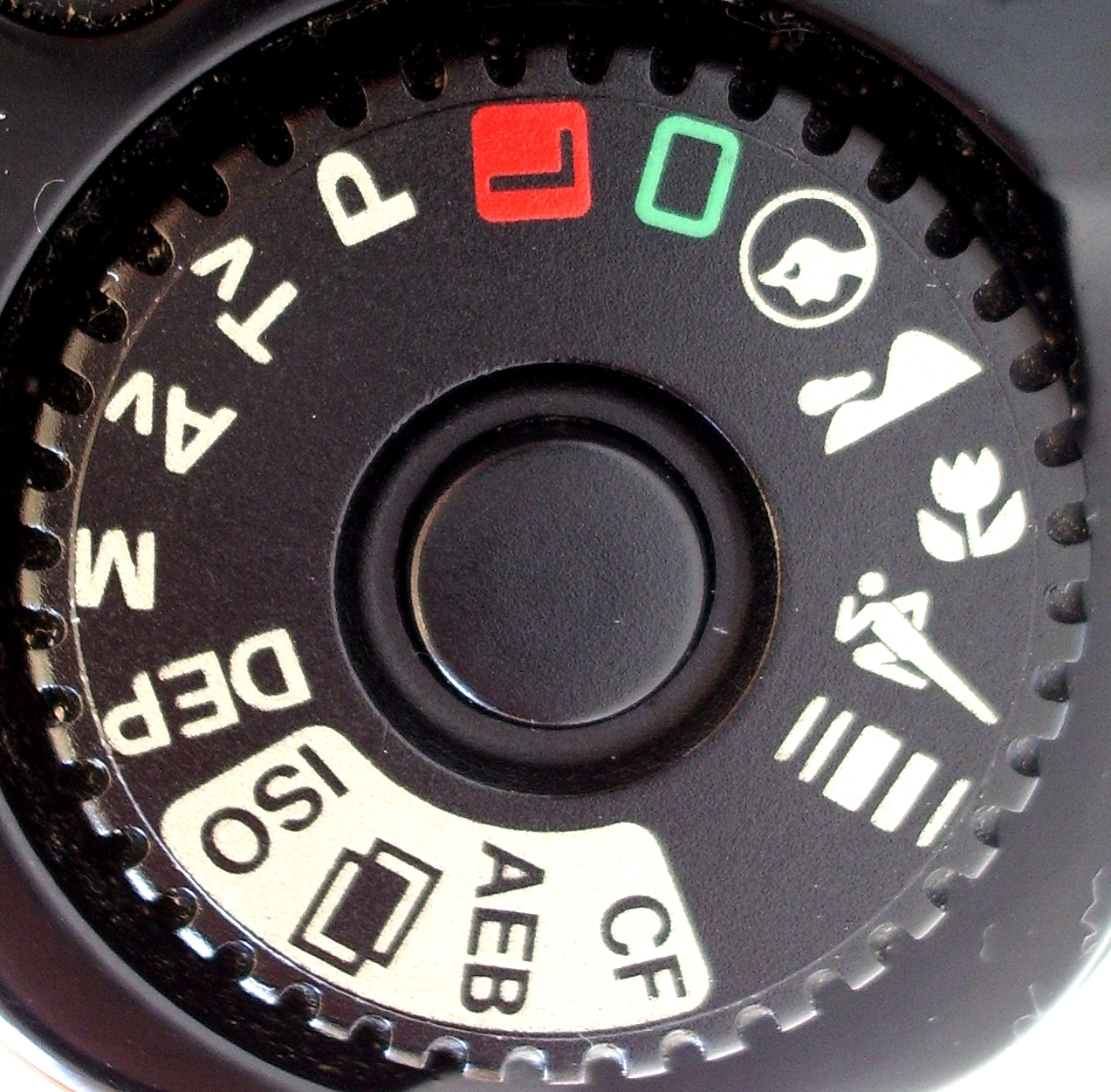
Kontrollrad an einer Spiegelreflexkamera Canon EOS 100 (1991)
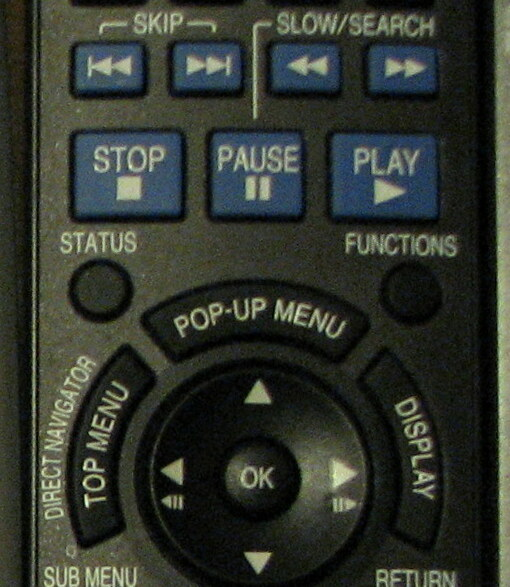
Fernbedienung eines Blu-ray-Spielers
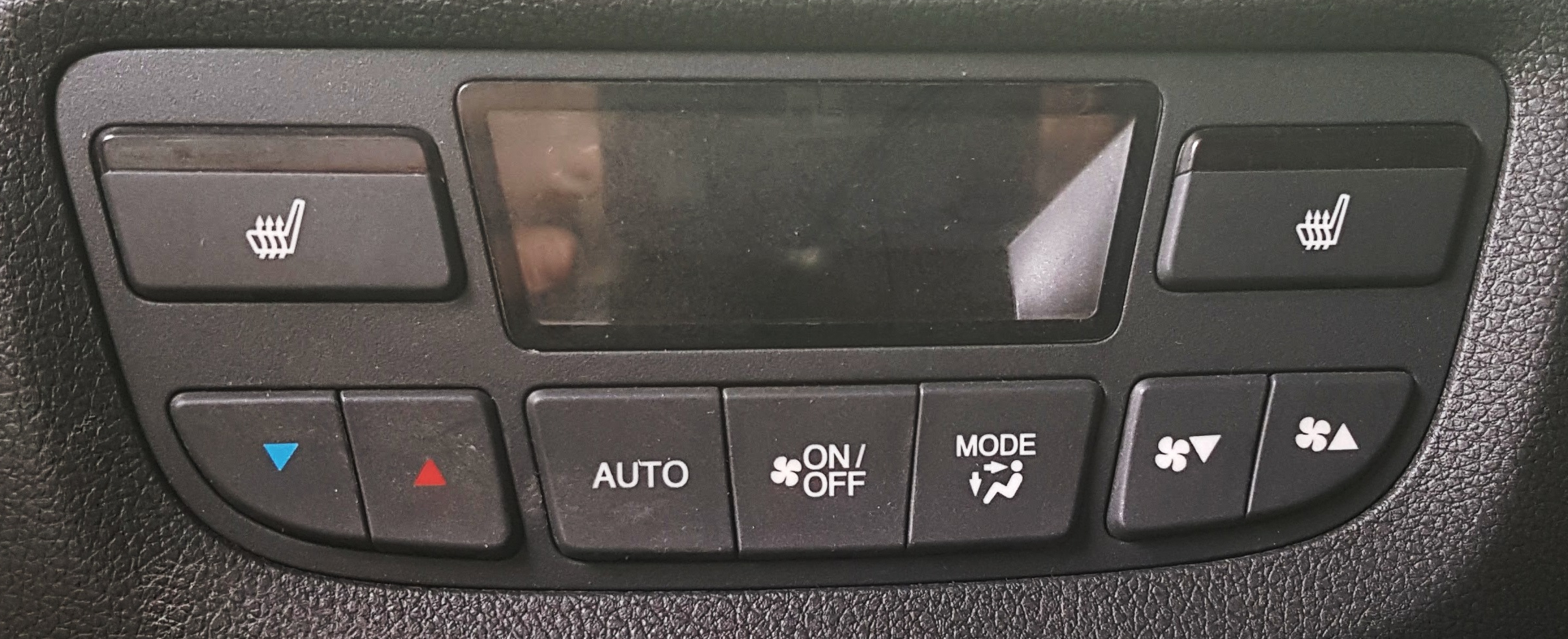
Bedienoberfläche der Klimaanlage in einem Auto

Zur Darstellung beobachteter oder vorhergesagter Wetterverhältnisse dienen geläufige Symbole für Sonnenschein (Sonne mit Strahlenkranz), klare Nacht (Mondsichel und Sterne; invertiert), Bewölkung (Wolke), Niederschlagsart und -stärke (Regen: schräge Striche, Tropfen; Schnee: verästelter Kristall, Punkteschar), Gewitter (Blitz), Nebel (waagrechte Striche), Frosttemperatur (Schneekristall + Flüssigkeitsthermometer). Die Symbole werden in Tabellen eher einzeln eingetragen, auf Landkarten jedoch meist als Gruppe positioniert, eventuell erweitert um Temperaturangaben und Zusatztext (z. B. Sturm). Diese Piktogramme werden oft gewissen Abwandlungen im Design unterzogen, um sie rasch erkennbar zu machen oder auch um sie dem Erscheinungsbild eines Medienunternehmens anzupassen. In TV-Sendungen wird das Fallen von Regen oder Schnee, das Funkeln der Sterne oder das Wabern des Nebels mitunter bewegt dargestellt.
An Stelle der ursprünglich händischen Einträge von Beobachtungen der Meteorologen in Wetterkarten haben sich zeitlich viel stabilere, international übliche Symbole durchgesetzt, die präzisere Angaben für Windrichtung, Windgeschwindigkeit, Bewölkungsgrad und Niederschlag erlauben.
Die Internationale Organisation für Normung (ISO) hat eine Sammlung von Piktogrammen (ISO 7001) und grundlegende Gestaltungshinweise sowie Methoden zum Test der Verständlichkeit von Piktogrammen (ISO 9186) erarbeitet, welche die Standardisierung (und damit die Nutzung) von interkulturell nicht verständlichen Piktogrammen reduzieren soll.
Mit der Inbetriebnahme des Hauptbahnhofs Wien haben die ÖBB neue Piktogramme entwickelt, die von den vom Internationalen Eisenbahnverband (UIC) empfohlenen etwas abweichen, aber wie bisher in Weiß auf Blau und mit abgerundeten Ecken. Die U-Bahn Wien als Teil der Wiener Linien zeichnet Piktogramme hingegen Schwarz auf Weiß in eckigem Rahmen.

## Kritik
Piktogramme werden oft eingesetzt, um vermeintlich sprach-, schrift- und kulturneutral Informationen weiterzugeben. Dass dies nicht immer funktioniert, verdeutlicht ein Beispiel aus Brasilien: Der Arzneistoff Thalidomid (früherer Handelsname Contergan) wird dort gegen Lepra eingesetzt. Um vor der fruchtschädigenden Wirkung zu warnen, ist auf den Packungen ein Piktogramm aufgedruckt: eine Schwangere mit durchgestrichenem Bauch. Dieses Symbol wird offenbar immer wieder als Kennzeichnung für ein Verhütungs- oder Abtreibungsmittel fehlgedeutet. Deshalb kommen immer wieder Neugeborene mit den charakteristischen Fehlbildungen zur Welt.